# Edgar Ié
Edgar Miguel Ié (Bissau, Guinea-Bissau, 1 de maig de 1994), o simplement Ié, és un futbolista guineà nacionalitzat portuguès. Jugà de defensa central al Futbol Club Barcelona B de la Segona Divisió. A més fou internacional amb la selecció portuguesa Sub-19.
Al 2024 va ser acusat de deixar-se suplantar pel seu germà bessó, Edelino, en cinc partits amb el Dinamo de Bucarest.